# Władimir Kurdiumow
Władimir Nikołajewicz Kurdiumow, ros. Владимир Николаевич Курдюмов (ur. 1 października?/13 października 1895 we wsi Ilmień w obwodzie woroneskim, zm. 14 lutego 1970 w Moskwie) – radziecki dowódca wojskowy, generał porucznik.

## Życiorys
Od 1912 służył w rosyjskiej armii, w 1915 skończył Aleksandrowską Uczelnię Wojskową, w 1918 wstąpił do Armii Czerwonej. Podczas I wojny światowej walczył na froncie zachodnim jako dowódca batalionu i porucznik. 
W 1917 wstąpił do SDPRR. Podczas wojny domowej w Rosji kolejno dowódca batalionu, szef sztabu 3. Brygady w 33. Dywizji Kubańskiej, dowódca brygady strzeleckiej, szef sztabu dywizji, szef oddziału operacyjnego 10. Armii i szef sztabu 2 Kaukaskiego Korpusu Strzeleckiego. Brał udział w walkach z „białymi” na zachodzie, południu i Kaukazie.
W 1925 skończył Akademię Wojskową im. Frunzego w Moskwie, w 1929 kursy dokształcające dla wyższego dowództwa przy tej akademii. Od sierpnia 1925 zastępca szefa wydziału wojskowo-akademickiego Departamentu Wojskowo-Uczelnianego Zarządu Armii Czerwonej. Od lipca 1927 szef 4. wydziału Departamentu Wojskowo-Uczelnianego Zarządu Armii Czerwonej. Zarządca wojskowy KUMNZ im. J. Marchlewskiego. Od 1929 attaché wojskowy przy przedstawicielstwie ZSRR w Estonii, Łotwie i Litwie, od sierpnia 1931 dowódca i komisarz 25 „Czapajewskiej” Dywizji Strzeleckiej, od 1935 dowódca i komisarz 1 Korpusu Strzeleckiego Leningradzkiego Okręgu Wojskowego. W 1937–1939 zastępca naczelnika, potem naczelnik Departamentu Szkolenia Bojowego Zarządu Armii Czerwonej, w 1939–1940 zastępca dowódcy 8 Armii w ramach Leningradzkiego Okręgu Wojskowego podczas wojny ZSRR z Finlandią, pod koniec tego konfliktu krótko dowódca 15 Armii, następnie przez miesiąc dowodzący wojskami Archangielskiego Okręgu Wojskowego. 4 czerwca 1940 mianowany generałem porucznikiem. VIII 1940 – VI 1941 szef Departamentu Szkolenia Bojowego.
Od 13 czerwca 1941 zastępca dowódcy Zachodniego Oddzielnego Okręgu Wojskowego. VIII-XI 1941 naczelnik tyłów - zastępca dowódcy Frontu Zachodniego, później do I 1942 dowodzący wojskami Południowo-Uralskiego Okręgu Wojskowego, a do VIII 1942 dowodzący wojskami Północnokaukaskiego Okręgu Wojskowego. W sierpniu 1942 dowodził 66. Armią, potem do grudnia 1942 był zastępcą dowódcy wojsk Frontu Zakaukaskiego ds. formowania i kompletowania wojsk. XII 1942 – VII 1943 zastępca dowódcy, a potem do IV 1944 dowódca wojsk Północnokaukaskiego Okręgu Wojskowego. IV 1944 – X 1946 dowódca wojsk Syberyjskiego (od 1945 Zachodniosyberyjskiego) Okręgu Wojskowego, w 1947 generalny inspektor piechoty, 1948–1949 zastępca głównego inspektora Sił Zbrojnych ds. Wojsk Lądowych.
W 1950 ukończył wyższe kursy akademickie w Akademii Sztabu Generalnego Sił Zbrojnych ZSRR im. K. Woroszyłowa. W okresie XII 1951 – VI 1956 był szefem Wyższych Kursów Akademickich przy Akademii Sztabu Generalnego Sił Zbrojnych im. K. Woroszyłowa w Moskwie.
W latach 1946–1950 był deputowanym do Rady Najwyższej ZSRR. 9 marca 1957 z powodów zdrowotnych przeszedł na emeryturę.

## Odznaczenia
- Order Lenina (dwukrotnie)
- Order Czerwonego Sztandaru (czterokrotnie - pierwszy raz w 1921)

I medale.